# Thí nghiệm dài hạn
Thí nghiệm dài hạn (tiếng Anh: Long-term experiment) là một loại thí nghiệm được tiến hành theo một chu kỳ dài hạn, thường để kiểm chứng một giả thiết hoặc quan sát một hiện tượng xảy ra với một tốc độ rất chậm, khó quan sát trong thời gian ngắn. Các thí nghiệm này được lặp đi lặp lại theo hàng năm (hoặc hàng kỳ) trong vòng nhiều năm, có thể hàng chục hoặc hàng trăm năm.
Có rất nhiều thí nghiệm dài hạn được thực hiện trong nông nghiệp, những thí nghiệm dài nhất có thể kéo dài hàng trăm năm, tuy nhiên những thí nghiệm dài hạn ngăn hơn cũng có thể thỏa mãn nguyên tắc của một thí nghiệm dài hạn.

### Thí nghiệm nông nghiệp dài hạn
Những thí nghiệm nông nghiệp dài hạn được thực hiện rất nhiều ở châu Âu và Nhật Bản. Thí nghiệm được coi là lâu đời nhất là Rothamsted Research (1843–hiện tại), Morrow Plots (1876–hiện tại) ở  Đại học Illinois,  Magruder Plots (1892–hiện tại) ở Đại học Bang Oklahoma, Auburn's Old Rotation (1896–hiện tại), và Haughley Experiment (1939-1982).
Các thí nghiệ nông nghiệp dài hạn được thực hiện nhiều ở Nhật Bản, tuy nhiên các kết quả thường được công bố trên các tạp chí bằng tiếng Nhật. Trung Quốc gần đây cũng có nhiều thí nghiệm dài hạn, trong khi một số các quốc gia đang phát triển cũng bắt đầu triển khai các thí nghiệm dài hạn trong nông nghiệp với sự giúp đỡ của các nước phát triển khác.
Ở Việt Nam các thí nghiệm dài hạn chưa phổ biến. Một thí nghiệm của Viện lúa đồng bằng sông cửu long  được thực hiện từ 1986 với 7 công thức thí nghiệm, đã có một báo cáo kết quả về diễn biến năng suất thời kỳ 1986-2012.

### Thí nghiệm dài hạn vi sinh học
Trung tâm nghiên cứu sinh học vũ trụ với đại học University of Edinburgh  cùng viện nghiên cứu Y học không gian vũ trụ Đức Institute of Aerospace Medicine with the German Aerospace Centre, Charles Cockell and Ralf Möller established the "500-Year Microbi và Ralf Möller khởi động dự án: " Thí nghiệm 500 năm vi sinh học"("500-Year Microbiology Experiment") bắt đầu từ tháng 7 năm 2014 để nghiên cứu sự suy giảm của tính kháng hạn của vi khuẩn trong thời gian dài. Thí nghiệm này liên quan đến nghiên cứu vi khuẩn tiêu hóa (đặc biệt là Chroococcidiopsis sp.) vi khuẩn tạo lỗ khổng (spore-forming bacteria Bacillus subtilis)

### Các thí nghiệm dài hạn khác
Các thí nghiệm dài hạn khác cũng đã và đang được thực hiện ở nhiều lĩnh vực khác nhau.